# Scoutisme marin
 (septembre 2023).
La mise en forme du texte ne suit pas les recommandations de Wikipédia : il faut le « wikifier ».
Les points d'amélioration suivants sont les cas les plus fréquents. Le détail des points à revoir est peut-être précisé sur la page de discussion.
- Les titres sont pré-formatés par le logiciel. Ils ne sont ni en capitales, ni en gras.
- Le texte ne doit pas être écrit en capitales (les noms de famille non plus), ni en gras, ni en italique, ni en « petit »…
- Le gras n'est utilisé que pour surligner le titre de l'article dans l'introduction, une seule fois.
- L'italique est rarement utilisé : mots en langue étrangère, titres d'œuvres, noms de bateaux, etc.
- Les citations ne sont pas en italique mais en corps de texte normal. Elles sont entourées par des guillemets français : « et ».
- Les listes à puces sont à éviter, des paragraphes rédigés étant largement préférés. Les tableaux sont à réserver à la présentation de données structurées (résultats, etc.).
- Les appels de note de bas de page (petits chiffres en exposant, introduits par l'outil «  Source ») sont à placer entre la fin de phrase et le point final[comme ça].
- Les liens internes (vers d'autres articles de Wikipédia) sont à choisir avec parcimonie. Créez des liens vers des articles approfondissant le sujet. Les termes génériques sans rapport avec le sujet sont à éviter, ainsi que les répétitions de liens vers un même terme.
- Les liens externes sont à placer uniquement dans une section « Liens externes », à la fin de l'article. Ces liens sont à choisir avec parcimonie suivant les règles définies. Si un lien sert de source à l'article, son insertion dans le texte est à faire par les notes de bas de page.
- La présentation des références doit suivre les conventions bibliographiques. Il est recommandé d'utiliser les modèles {{Ouvrage}}, {{Chapitre}}, {{Article}}, {{Lien web}} et/ou {{Bibliographie}}. Le mode d'édition visuel peut mettre en forme automatiquement les références.
- Insérer une infobox (cadre d'informations à droite) n'est pas obligatoire pour parachever la mise en page.

Pour une aide détaillée, merci de consulter Aide:Wikification.
Si vous pensez que ces points ont été résolus, vous pouvez retirer ce bandeau et améliorer la mise en forme d'un autre article.
Le scoutisme marin est une forme de scoutisme adaptée au milieu maritime.

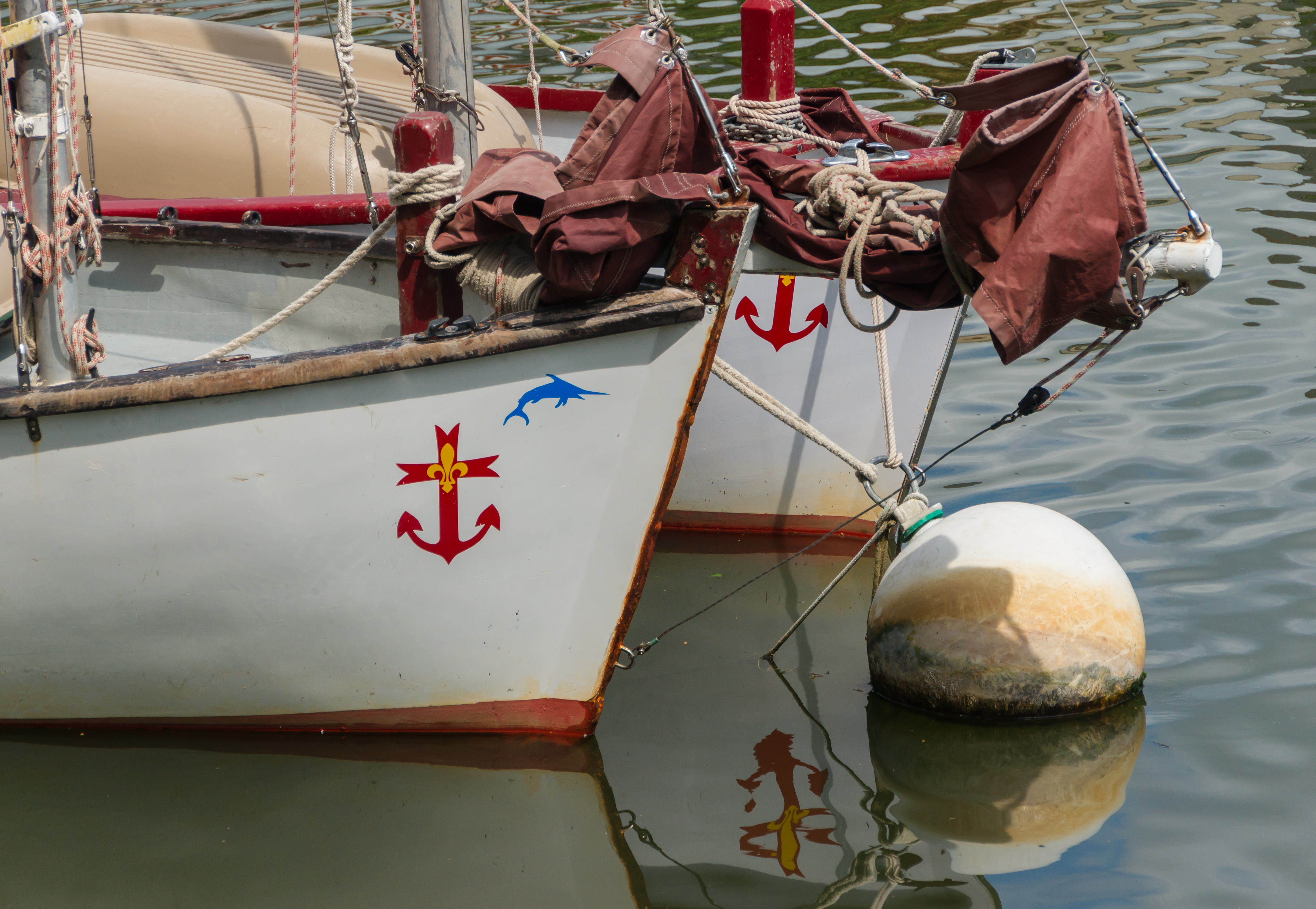
Proues d'embarcations de scouts marins.

## Origines
Sa création est tout aussi ancienne que le scoutisme, il est d'abord une proposition émanant du scoutisme de Baden-Powell de 1907. Testée en 1908 par une vingtaine de garçons posant les fondations des Sea Scouts animé par le frère de Baden-Powell,, avocat à l'amirauté et surtout marin expérimenté.
Aux débuts, Baden-Powell accompagné de son frère Warington encadre un camp marin en 1908, à Buckler's Hard, Hampshire, Angleterre. Ces tests montrèrent la parfaite adaptation du scoutisme au milieu marin où la méthode même s'inspire largement des nécessités de l'acquisition de compétences des jeunes au sein d'équipes et la prise de responsabilités.
Warington et Robert Baden-Powell publie un ouvrage de référence en 1910 : Sea Scouting and Seamanship for Boys.
Le scoutisme marin est né en 1910 à la publication du livre devient officiel en 1912.

## Influences sur la méthode scoute

### Enfance
Baden-Powell est très influencé par son grand-père maternel, l'amiral Smyth. Les histoires de marins sont évidemment au rendez-vous des aventures ainsi contées, mais pas seulement. Sa mère naturaliste excelle dans l'enseignement en plein air de ses connaissances.

### Adolescence
Le père fondateur, Baden-Powell a pour habitude de passer ses vacances en mer avec ses frères aînés. La voile de plaisance est donc présente au cœur des activités des quatre frères. Chaque sortie nécessite la répartition des responsabilités principe élémentaire de la marine. Ces expériences seront marquantes car ils les intégrera dans ses récits.
Les compétences sont liées à des postes précis. Baden-Powell devient alors garçon de cabine, acquiert de l'expérience et progresse dans l'apprentissage des techniques nécessaires au fonctionnement du voilier. Ses frères ont pour habitudes de sortir dans des situations météorologiques difficiles aussi pour servir de pilote aux navires de commerce en attente à l'entrée de la Tamise. La fortune pouvant se faire ainsi mais cela n'arriva jamais. Mais de ses expériences, il en resta marqué !
La voile n'était pas la seule activité marine dans la famille, le canoë aussi trouvait une large place. Leur objectif, remonter la Tamise de l'embouchure à la source.
Chaque aventure est l'occasion de se trouver en face du danger et de s'y habituer, car ses frères étaient pour le moins ambitieux dans leurs entreprises. À plusieurs reprises, ils frôlèrent l'accident.

« Elle (la mer) nous enseigna, en effet, à nous soumettre à une discipline stricte à faire preuve d'adresse, à conserver notre sang-froid au milieu du danger et à acquérir l'esprit d'équipe, chacun faisant de son mieux pour assurer la sécurité des autres. »

— Baden-Powell

## Développement
- 1911, Warington, officier de marine, doit développer les scouts-marins non une œuvre distincte mais une déclinaison du scoutisme ordinaire.
- 1912, Warington Baden-Powell publie le manuel Seascouting and seamanship for boys.
- 1913 Les scouts-marins sont déjà plusieurs milliers à Londres et dans le Royaume-Uni.
- 1914, en Angleterre le War Office dénombrait 27 000 Scouts marins et leur attribuait la charge de garde-côtes en Angleterre. Ce corps de garde-cotes fut créé avec les scouts marins qui furent mobilisés durant les cinq années de la guerre pour interdire aux sous-marins d'approcher des côtes anglaises.

1909 marque la date de la première expérimentation de la méthode scoute en France, à Nantes, dans le cadre de la Mission populaire évangélique, œuvre protestante dirigée localement par Emmanuel Chastand,. Dès 1913 les Éclaireurs de France à Brest et les Éclaireurs Français à Berck cherchent à mettre sur pied des unités marines. Michel Le Bourdelles, cadre EF, publie d'ailleurs en ce sens, dans la revue le "Foyer à l'école", le 1er mars 1914, le règlement des Éclaireurs Marins. Une première unité d’Éclaireurs Marins EF est formée à Alger en 1914, mais la première guerre mondiale mit un terme à ces premières initiatives. C'est Henri Bonnamaux, un cadre EUF, qui relance l'affaire dès le lendemain de la guerre. Fort du soutien de la Ligue Martime et Coloniale et du Yachting-club, il incite les Éclaireurs Unionistes à former des Éclaireurs marins. Il fait paraitre dans "L’Éclaireur Unioniste", l'organe des EUF, des articles en ce sens et ajoute, dans le Manuel pratique de l’Éclaireur, le carnet des EUF, le programme technique des Éclaireurs marins. Il montre lui-même l'exemple en transformant la troupe de Neuilly, dont il assumait la direction, en unité marine. Les EU de Neuilly revêtent dès lors l'uniforme marin. Ils portent désormais fièrement le coq sur le bachi. Les troupes EUF de Paris-Trèvise, Paris-Saint Marcel, Rouen et Marseille constituent à leur tour des Éclaireurs Marins. La même année, parallèlement à ces premières initiatives EU, l'abbé d'Andréis créé lui aussi des Éclaireurs Marins dans la troupe qu'il formée à Nice. Eux aussi sont parrainés par le Yachting-Club. Henri Bonnamaux organise aussi en 1922, au camp des pilotins de la LMC, à Bouaffles, le premier camp national Marin EU. Il donne lieu à une grande démonstration publique de manœuvre marine en présence de l'Amiral Mornet. Cette démonstration décide les autres associations de scoutisme de former à leur tour des Éclaireurs Marins. Une formation interfédérale pour les chefs marins est mise sur pied à Paris en 1923. Les Éclaireurs de France lancent cette année-là leur première unité marine au Lycée Louis Legrand. Le Scoutisme marin prit réellement son essor après la seconde guerre mondiale. Grâce à l’appui de la Marine nationale, le scoutisme marin se développa jusqu’à compter une cinquantaine de troupes dans les années 1950. La création des Mousses en 1954 a marqué une importante étape en partageant en deux les troupes marines : d’un côté les Mousses (12-14 ans), de l’autre les Marins (14-17 ans).
Dix ans plus tard, les Scouts de France adoptaient à leur tour ces deux tranches d’âge en créant les Scouts et les Pionniers.
En 2007, la nouvelle association des Scouts et Guides de France née de la fusion des Scouts de France et Guides de France en 2004 développe la proposition marine aux Louveteaux Jeannettes par la désignation de Moussaillons pour tous les jeunes âgés de 8 à 11 ans.
Le 8 juin 2012, la Marine nationale et la Commission Nationale du Scoutisme Marin (CNSM) ont signé un partenariat qui vise à établir des collaborations locales.

## Ambitions originelles
Le scoutisme marin ne se présente pas pour Baden-Powell pour préparer des garçons à rentrer dans la Royal Navy, marine de guerre ou marchande. Pas plus que le scoutisme pour développer les effectifs des recrues pour l'armée de terre. Mais la notion de service civique et donc à la patrie prend une dimension particulière sur l'île d'Angleterre en 1914. Les sous-marins allemands mobilisant énormément de personnel de la Navy pour la veille des côtes, le scoutisme marin a apporté une grande contribution à l'effort de guerre par l'économie de 30 000 garde-côtes nécessaires alors.
L'Angleterre première marine de commerce et de guerre du monde s'inquiétait aussi du développement des marines marchandes étrangères et l'investissement et le soutien de l'État se firent sentir dans le projet du scoutisme marin d'où son fort développement.
Il s'agissait pour l'Angleterre de conserver la maîtrise des océans et de renouveler pour ses classes populaires le goût des choses de la mer qui avait fait la grandeur et la richesse de cette nation. La marine marchande britannique employait en 1913, 400 000 hommes. On en mesure mieux les enjeux.
Dans les faits Baden Powell s'assure que l'organisation est celle des scouts ordinaires. Les scouts-marins sont ainsi divisés en patrouilles. La tenue est légèrement différente, pour le reste, la même loi et les mêmes règles compatibles avec la spécialisation. Bref, même formation morale et mêmes méthodes pédagogiques.

« À mon idée, les scouts-marins et terriens sont interchangeables : les scouts-marins peuvent très bien faire un séjour à terre, se livrer à du campisme et aux travaux de terriens, et des scouts ordinaires peuvent également passer une saison à faire du nautisme pour varier les plaisirs. Il n'est pas nécessaire que les troupes abandonnent leur uniforme ou se fassent inscrire dans l'autre catégorie. »

— Baden-Powell
Depuis la diffusion du scoutisme en Europe et dans le Monde, le principe est resté, marin, n'est qu'un adjectif mais lourd de sens dans les pays où les sociétés ont réglementé les activités nautiques pour chercher à maîtriser les risques admissibles par la société.

## Le scoutisme marin en France

### Organisation
(décembre 2007).
Si vous disposez d'ouvrages ou d'articles de référence ou si vous connaissez des sites web de qualité traitant du thème abordé ici, merci de compléter l'article en donnant les références utiles à sa vérifiabilité et en les liant à la section « Notes et références ».
Cinq mouvements de scoutisme français agréés proposent du scoutisme marin au sens de la réglementation couvrant les activités de voile : les Scouts et Guides de France (SGDF), les Guides et Scouts d'Europe (GSE), les Scouts unitaires de France (SUF), les Europa-Scout et les Éclaireuses et Éclaireurs unionistes de France (EEUdF) et depuis 1990[Quand ?] les Scouts musulmans de France (SMF). Les scouts marins représentent 45 groupes en France et environ 3 000 adhérents. Ils sont regroupés au sein de la Commission nationale du scoutisme marin (CNSM) qui a élaboré un système commun de formation, des procédures de fonctionnement et des brevets. Ils ont tous la même organisation, avec une équipe pédagogique qui anime le réseau et une équipe technique qui délivre les brevets et les visas de navigation.
Depuis 2007, la CNSM coordonne le dispositif réglementaire des activités nautiques pour la pratique du scoutisme marin. Elle produit la réglementation, coordonne les formations, et valide les compétences des commissions marines des associations agréées qui proposent du scoutisme marin. La (CNSM) est dépositaire du référentiel de formation, organisationnel et réglementaire pour la pratique du scoutisme marin. Sa mission est de garantir l'homogénéité des pratiques de formation et de fédérer les compétences et d'animer des cadres techniques nationaux. la commission édite un nouveau référentiel tous les cinq ans développant l'accessibilité et l'égalité des chances aux diplômes reconnus pour l'encadrement d'activités nautiques de scoutisme. Ce référentiel est validé par les experts de FFV et jeunesse et sports. Ce référentiel n'est accessible qu'au associations reconnues par l'état pour la pratique du scoutisme et ayant les structures garantissant la mise en œuvre de tout le dispositif décrit.
Juillet 2008, le ministère de la jeunesse et des sports, par arrêté a renouvelé le référentiel.
Juillet 2013, le ministère des Sports, de la Jeunesse, de l'Education populaire et de la Vie associative valide le nouveau référentiel des diplômes de scoutisme marin, renforçant la mission de la CNSM pour fédérer l'activité nautique du scoutisme et validant les capacités des associations membres de la CNSM.
Les structures rattachées à la CNSM :
- La Commission Marine (COMMAR) Scouts et Guides de France : 1 400 adhérents - proposition pour les garçons et les filles de 8 à 20 ans[6].
- La Passerelle chez les Guides et Scouts d'Europe : 1 100 adhérents - proposition pour les garçons et les filles (depuis 2012 avec la création de la Xe Marine Versailles) [7].
- La ComMar chez les Scouts unitaires de France (SUF) : 200 adhérents - proposition pour les garçons[8] et filles de 12 à 17 ans.
- le CoMA (Commission marine) chez les Éclaireuses et Éclaireurs unionistes de France : 300 adhérents - proposition pour les garçons et les filles[9].
- Depuis 2011, les Scouts musulmans de France se sont également lancés dans un processus de création d'une branche marine.

### Brevets

#### Historique
Les brevets de scoutisme marin sont établis depuis 1923 en France, s'appuyant sur les règles du droit maritime international et structuré par des cadres de la marine nationale et de la marine marchande autour d'un seul titre : le patron d'embarcation. Tous les diplômes délivrés sont validés par les cadres ayant des diplômes d'état et habilité pour délivré par jury de 2 minimum pour toutes les sessions de diplôme. En 1937 apparaît le premier manuel de formation de la jeunesse sur la pratique de la voile de loisir en France, rédigé par les cadres nationaux des Scouts de France. Le titre de chef de flottille voit le jour dans les années 1950. Cohabite durant presque 40 ans Patron d'embarcation (skipper, chef de bord) et Patron de Flottille (chef d'escadre).
Le 22 juillet 1998 à Perros-Guirec, un accident entraîne la mort de quatre scouts-marins des Scouts et guides catholiques de France, un groupuscule non reconnu par l'État. L'enquête révélera qu'aucun encadrant n'était présent et qu'il n'existait aucun diplôme reconnu ou pratiqué au sein de cette association. La mort des jeunes ainsi que d'un plaisancier venu les secourir sème le discrédit sur les associations reconnues. Par mesure préventive, l'État suspend en 1999 le dispositif d'encadrement des associations scoutes agréées.
Ces associations pratiquant le scoutisme marin sont segmentées par leur caractère confessionnel. La question de leur rattachement à un référentiel commun est complexe. La réglementation applicable n'a pas pour origine la réglementation des accueils de mineurs mais est issue du droit maritime. L'État décide de réintégrer le dispositif dans le périmètre réglementaire de la jeunesse et des sports. Le dossier des brevets du scoutisme marin est remis à plat et les associations décident, dans l'urgence, de fonctionner avec les diplômes de la Fédération française de voile en lien avec leurs experts le temps de trouver le bon dispositif. Chaque association relance de son côté une procédure complète d'homologation de ses brevets. Finalement, 5 brevets, 4 appellations, et 7 associations sont habilités. Un arrêté de 2007 valide le dispositif. Les diplômes de scoutisme marin sont définis dans l'annexe Voile d'un arrêté de 2006.
L'État décide finalement de clarifier la situation en laissant l'initiative pour la création d'une plateforme commune pour toutes les associations de scoutisme. Un référentiel réglementaire unique est né porté par une structure de coordination original dans le paysage du scoutisme marin. La Commission Nationale du Scoutisme Marin fédérant 7 associations multiculturel et multi-confessionnel. Elle simplifie à 3 titres et standardise les formats autour de la commission marine.
Ces brevets, au nombre de trois et communs aux sept associations, sont délivrés par la CNSM. De plus, le BAFA qualification voile est largement utilisé par les associations dont les formations sont agréées BAFA (c'est-à-dire les EEUF et SGDF) et il est distingué par un badge spécifique.
La CNSM est au troisième référentiel publié en juillet 2013 et pilote le scoutisme marin autour des COMMAR. Le développement des pratiques dans les associations concernées portent les effectifs des pratiquants réguliers de 2200 à 3500 en cinq ans.

#### Patron d'embarcation

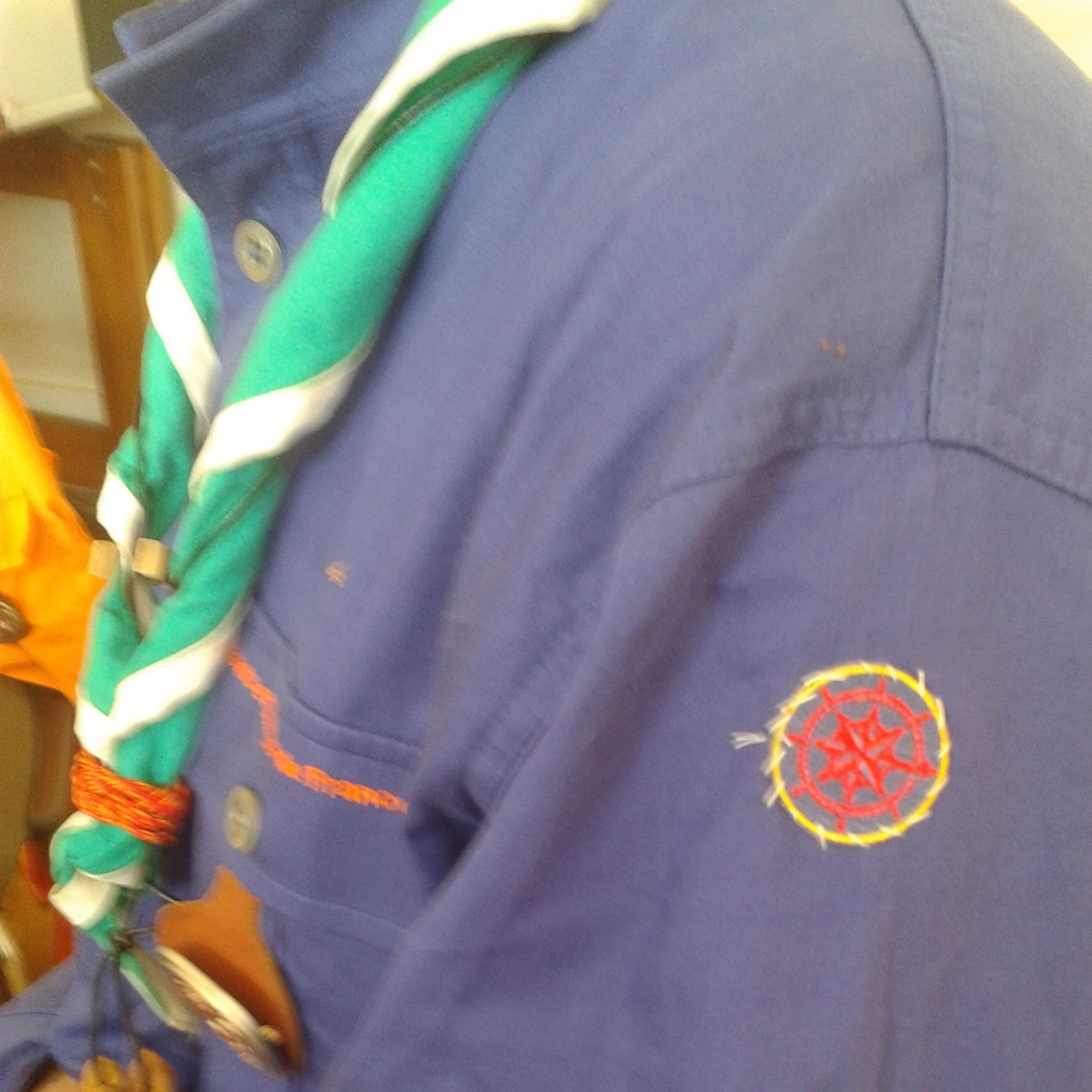
Brevet de patron d'embarcation, porté par un responsable SGDF

Le brevet de patron d'embarcation (PE) permet, à partir de 16 ans, d'assurer les fonctions de patron d'un voilier habitable, jusqu'à 6 milles d'un abri, au sein d'une flottille elle-même sous la responsabilité d'un chef de flottille, de jour et en zone côtière et, à partir de 18 ans d'assurer les fonctions de patron d'un voilier jusqu'à 2 milles d'un abri, avec un chef de flottille à terre.
Le « patron » est le premier brevet inventé pour que des jeunes encadrent d'autres jeunes en France sur des embarcations voiles avirons. Sa création date de 1923, et doit justifier d'une expérience de 2 mois de navigation en mer par période de 15 jours minima. Sa création est inspirée du brevet de patron de pêche qui existait sous la forme d'un certificat de capacité pour le commandement d'un navire de pêche avant la guerre de 1939-1945.
Entre 1998 et 2000, les Scouts de France créent deux brevets différents : patron d'embarcation côtier (navigation à 2 milles d'un abri) et patron d'embarcation large (navigation à 5 milles d'un abri). À partir de 2003, après la suspension du dispositif, le nouveau diplôme prend le nom de « patron d'embarcation » pour la fédération du Scoutisme Français et pour les SUF. En 2007, tous les brevets sont fusionnés en un seul, commun à tous les mouvements agréés. Le contenu de la formation correspond au permis plaisance: option côtière, extension Hauturière à la différence que la pratique est effectuée sur un bateau à voile collectif (petit habitable) au lieu d'un bateau à moteur[réf. souhaitée].

#### Chef de quart
Le brevet de chef de quart permet d'une part, d'encadrer une flottille de dix bateaux découverts jusqu'à un vent de force 3 beaufort inclus et une distance de 2 milles d'un abri et, d'autre part, d'encadrer une flottille de quatre bateaux découverts ou habitables jusqu'à un vent de force 5 beaufort inclus et une distance de 2 milles d'un abri.
Historiquement ce diplôme s'appelait patron d'équipage puis patron de meute, et permettait d'encadrer une flottille de dériveurs. Les évolutions des pratiques et des supports ont rapidement entraîné l'abandon de ce brevet au profit du Bafa Qualification Voile, qui ne répondait pas complètement aux besoins des groupes pour l'encadrement des navires de croisière cependant.
Le chef de quart apparaît en 1999, il se positionne dans l'ordre de compétence entre le patron d'embarcation et le chef de flottille. Sa création répond à la double problématique du scoutisme marin de proposer un programme de formation cohérent en termes de compétences et d'expériences et de répondre aux évolutions des pratiques du scoutisme marin. Accessible dès 18 ans il regroupe en fait les compétences du patron d'embarcation et du BAFA qualification Voile, ou du patron d'embarcation et du Monitorat Fédéral de voile légère.

#### Chef de flottille
Le brevet de chef de flottille permet d'une part, d'encadrer une flottille de dix bateaux découverts jusqu'à 3 beaufort inclus et 2 milles d'un abri et, d'autre part, d'encadrer une flottille de quatre bateaux découvert ou habitables jusqu'à 5 beaufort inclus et 6 milles d'un abri dès lors que chaque embarcation est pourvue d'un patron ou chef de quart.
Le brevet de « patron de flottille » est créé en 1966 pour renforcer la sécurité des navigations. Le référentiel est construit par les Scouts de France, qui étaient alors les seuls à proposer du scoutisme marin. Le chef de Flottille est vite devenu la pierre angulaire de l'organisation des activités nautiques au sein des scouts-marins. Ce brevet, accessible à 19 ans, consistait à passer une série d'épreuves pratiques et théoriques devant un jury de professionnel de la mer, officier supérieur de la Marine nationale ou de la marine marchande. Il a par la suite évolué et en 1997, il n'était délivré que par un jury d'experts indépendants professionnels de la mer.
Après la suspension des activités en 1999, chaque association remet en place le brevet de son côté. Pour les GSE, le brevet devient « chef de flottille » et est délivré à partir de 2001 par un jury de la Passerelle ; pour les SUF, il est délivré à partir de 2003 par un jury de la ComMar SUF ; pour les EEUF et SGDF, à partir de 2004 par un jury de la Commission marine du scoutisme français.
En 2007, la mise en commun des référentiels est faite : pour les quatre associations habilitées, le chef de flottille devient un brevet commun, délivré par chacune des associations par les commissions marines composées d'experts de l'organisation d'activités nautiques pour des jeunes.

### Traditions du scoutisme marin français
- L'uniforme, ou la tenue, depuis la création des scouts marins ont en commun l'usage du rayé blanc et bleu roi, ou de la marinière appellation changeant suivant les régions d'origines. Ce vêtement d'usage dans toutes les marines du monde marque leur appartenance au monde de la mer. Ils ont en plus de leur chemise et leur foulard. La couleur dominante des tenues des scouts marins est le bleu marine.
  - Guides et scouts d'Europe : jersey bleu marine, chemise et short bleu marine, bachi à pompon bleu, marinière
  - Scouts et Guides de France : vareuse bleu marine, marinière, chemise de branche depuis 2006. Depuis 1991 le bachi à pompon bleu est abandonné.
  - Scouts Unitaires de France : marinière portée sous une chemise bleu marine, bermuda bleu marine, ceinturon de toile blanche, foulard du groupe et bachi pompon bleu. L'uniforme est complété par un pull.
  - Éclaireuses et Éclaireurs unionistes de France : marinière
- Les insignes sont spécifiques, ainsi les signes d'engagement sont marqués par une ancre. Ils reprennent la forme de la croix de chaque association où la base de celle-ci se poursuit par une ancre.
- L'étiquette navale : en navigation les scouts marins sont facilement identifiables, car ils arborent généralement la flamme scoute pour le navire encadrant et sur chaque navire de la flottille la flamme ou guidon de l'unité ou de l'équipage (généralement aux couleurs de l'équipage). Ils arborent en permanence le pavillon national lors de leurs navigations.
- Les foulards : pour les groupes scouts marins, il est de tradition d'avoir un double liseré sur le foulard, mais cette pratique n'a pas été généralisée à tous les groupes scouts marins. Une manille remplace parfois la bague de foulard.
- Les promesses : pour les scouts marins, les promesses des jeunes se font parfois en lien avec l'environnement maritime, ainsi le texte des promesses scoutes peut être décliné dans certaines associations pour l'éducation à la nature en milieu marin.

### Évènements sportifs et actions médiatiques
Les scouts marins n'ont pas pour activité de s'inscrire aux compétitions sportives et aux manifestations médiatiques de la voile néanmoins on relève les actions suivantes :
- 1983, un tour du monde découverte pour le ketch en acier de 13 mètres La Cavale, Groupe Scouts de France de la 6e Paris
- 1990, les Scouts de France marins de la 6e Paris participent au Tour de France à la Voile
- 2000, Participation à Brest 2000, 30 jeunes marins, accompagnés de leurs 5 canots et yoles en bois du groupe de Bordeaux. Mise à l'eau du bateau en granit.
- 2004, Participation à Brest 2004, inscription de 2 Yoles de Ness construits par les scouts marins groupe de la 1re Nantes
- 2006, les Scouts et Guides de France marins engagent sur le Record SNSM avec un navire au profit des bénévoles de la SNSM
- 2007, les Scouts et Guides de France marins engagent cette fois-ci deux navires sur le Record SNSM et ramènent 2 records de vitesse à la voile entre Saint-Nazaire et Saint-Malo[15]
  - Catégorie internationale IRC : 2 j 3 h 56 min 30 s (temps compensé)
  - Catégorie Plaisance HN 3 : 1 j 23 h 46 min 37 s (temps compensé)
- 2008, Participation à Brest 2008, 150 jeunes marins, filles et garçons accompagnés de leurs 16 canots et yoles de Ness en bois du groupe de Bordeaux et Nantes
- 2008 et 2009, deux voiliers Scouts et Guides de France constitué d'équipage de jeunes encadrant qualifiés ; Patron d'Embarcation, Chef de Quart et Chef de Flottille, reprennent par deux fois le record de vitesse à la voile -RECORD SNSM- entre Saint-Nazaire et Saint-Malo en catégorie IRC en 2008 et 2009 et HN en 2008[15]
- 2010, le Scoutisme Marin a fêté son centenaire à Fort Médoc, du 31 juillet au 3 août. Pour l'occasion, les scouts et guides marins et anciens scouts marins des différentes associations scoutes se sont retrouvés et ont navigué sur la Gironde, sous la protection bienveillante du Patrouilleur Athos de la Marine Nationale et de la vedette Adour de la Gendarmerie Maritime. 1 300 personnes se sont retrouvées et ont utilisé plus de 70 embarcations de tous types du kayak au Grand Surprise, en passant par des baleinières, des Drascombe Dabber, des yoles de Ness ou divers types d'habitables, jusques et y compris un 5,50 JI de 1963[16].
- 2012 : Participation aux Tonnerres de Brest (Grande fête maritime ayant lieu tous les 4 ans). Le Clan Bienheureux Marcel Callo et la troupe 7e marine Brest des scouts d’Europe permettent à une 50aine de personnes de découvrir la mer à bord d'un Loup de mer (Le Stern) de l'AGSE.
- 2013, le voilier Scouts et Guides de France constitué d'un équipage d'encadrant qualifié ; Chef de Flottille, se mesure a une régate durant la semaine du record SNSM- entre Saint-Nazaire et Sainte Marine en catégorie IRC et finit premier[15]

### Scouts-marins célèbres
Liste de personnalités non exhaustive qui ont été scout marin :
- Commandant Charcot (à titre honoraire)
- Gérard d'Aboville
- Loïck Peyron
- Olivier de Kersauson
- Alban Mikoczy
- Bertrand de Broc
- Bruno Peyron

## Influences

### Influences sur l'enseignement de la voile en France
- 1921, fondation par René Bineau de la 10e troupe de scouts de Paris, paroisse Saint-Honoré-d'Eylau, première association à promouvoir l'activité nautique auprès des jeunes[17].
- 1927-1928, fondation avec René Bineau de la 1re troupe Île-de-France marine à Saint-Cloud (ou Centre nautique d'Ile-de-France)[17].
- René Bineau et Raymond Bineau, Le Manuel du gabier, Pari, , Édition Spes.
- Embarque... garçons. Manuel scout-marin. Histoire maritime. manoeuvre. Pavillonerie. Navigation, Édition Les scouts de France, La Hutte, 1937, 362 p.premier manuel de navigation pour les jeunes
- Maurice Durrande et Louis-Marie Renaud, Embarque... garçons, 1939, 2e éd.mise à jour et nouvelle édition
- Maurice Durrande et Louis-Marie Renaud, Embarque... garçons, 1943, 3e éd.mise à jour et nouvelle édition
- Maurice Durrande et Louis-Marie Renaud, Embarque... garçons, 1947, 4e éd.mise à jour et nouvelle édition
- Maurice Durrande, Louis-Marie Renaud et Raymond Schlemmer, Embarque... garçons, La Hutte, coll. « Scouts de France », 1952, 5e éd.édition revue, augmentée et mise à jour
- Maurice Durrande et Louis-Marie Renaud, Embarque... garçons (manuel scout-marin) Histoire maritime - manoeuvre - navigation - chants, Les Presses d'Île-de-France, 1955, 6e éd., 373 p.édition revue et augmentée
- Maurice Durrande, Louis-Marie Renaud et Raymond Schlemmer, Embarque... garçons, 1958, 7e éd.mise à jour et nouvelle édition
- Maurice Durrande, Louis-Marie Renaud et Raymond Schlemmer, Embarque... garçons, 1960, 8e éd.mise à jour et nouvelle édition
- 1955, le père Yves Mesnard, devient aumônier national pour le scoutisme marin.
- 1959, le père Yves Mesnard fonde l'association Jeunesse et Marine.
- 1980, Le Youyou : livret de formation des scouts marins EEUF[18]
- Michel Moreau, Balises, Édition des Scouts de France, 1983[19]
- Équipage : livre, dossier technique marin, éditions du Fennec, éditions des Scouts de France, 1991 (ISBN 2 9039 22 79 8[à vérifier : ISBN invalide])
- Michel Moreau, Jalons pour le scoutisme marin : une voie pour le développement, Paris (54 Av. Jean-Jaurès, 75940 Cedex 19, Éd. des Scouts de France, 1996, 72 p. (ISBN 978-2-903922-07-8 et 2-903922-07-1)
- Michel Moreau et Isabelle Aubry, Expéditions : Pédagogie des mousses, Éditions des Scouts de France, 1996 (ISBN 2 903 922 52 7)
- Louis Marie Clouet et Patrick Royer, Mille pistes mer, Paris, les Presses d'Île-de-France, 2009, 328 p. (ISBN 978-2-7088-8112-9)

### Influences sur la conception des bateaux à voile
Beaucoup de bateaux ont été conçus en partenariat avec des architectes pour développer les activités voiles des scouts
- 1949, Hollande : Classe « Lelieschouw »
- 1952 Raid (Dr Robert Guilmard)
- 1956, Hollande : Classe « Lelievlet »
- 1960 Super Raid (Éclaireurs unionistes)
- 1964 Kotick, - (Jean Benquet, architecte naval Jean-Jacques Herbulot)
- 1969 Carrick - (Jean Benquet, architecte naval Jean-Jacques Herbulot)
- 1969 Fleur de Lys - (Roger Labbas)
- JAJA, plan Harlé.
- 1974 Étrave 24
- 1978 Loup de Mer (conçus pour la Marine nationale française)
- 1996 Monotype scout « Sitelle » (architecte naval François Janvier)

### Influence sur les règles et pratiques de sécurité
Le scoutisme marin a beaucoup contribué au développement de la sécurité en mer en mettant en œuvre dès sa création des règles élémentaires de sécurité qui ont été reprises par la suite par de nombreux organismes et qui font essentiellement appel au bon sens.
Depuis 1923, les scouts marins ont rendu le port de la brassière obligatoire en toutes circonstances, y compris pour l'encadrement ce qui était une révolution pour l'époque. Ils ont imposé la nécessité de savoir nager au préalable de toute activité nautique pour chacun des jeunes embarqués. En activités ;
- la prise des prévisions météorologiques avant toute activité ;
- le briefing de navigation avant toutes activités fixant l'organisation, le programme, les points de repli, la météo…;
- l'adaptation du programme de navigation en fonction des compétences des équipages
- un correspondant à terre qui assure le suivi d'activité et de navigation
- la présence d'un secouriste sur l'eau pour toutes les sorties
- la nécessité d'être équipé d'un moyen de communication en mer

La création d'un règlement de sécurité nautique en 1937, et d'un programme de progression formation pour les jeunes et les cadres. Ils furent aussi les premiers à fixer des limites de conditions météorologiques suivant les diplômes et le type d'embarcation à la suite des améliorations de la fiabilité des prévisions météo depuis les années 1980 avec le traitement des données par informatique.
1984, avec la publication du BALISES, les scouts et la mer décrit l'ensemble du dispositif réglementaire fixant un cadre d'activité précis au groupe scout marin moderne et les dispositions d'encadrement ; secourisme ; surveillant de baignade ; diplômes scouts marins…

## Accident du Scoutisme Marin Français

### Accident de scoutisme marin de Marseille du 4 avril 1938
Le 4 avril 1938, Un bateau type tartane de 14 mètres des Scouts de Fance (SdF) est pris dans une tempête, trois scouts tombent à la mer et se noient.

### Accident de scoutisme marin de Damgan du 30 juillet 1965
Le 30 juillet 1965 Un canot type baleinière des Scouts de Fance (SdF) se retourne, cinq Scouts perdent la vie.

### Accident de scoutisme marin au lac d'Hourtin du 27 et 28 mars 1967
Le 27 mars 1967, un canot type baleinière des Scouts de Fance (SdF) se retourne, un chef parti chercher des secours à la nage se noie.

### Accident de scoutisme marin de Perros-Guirec de 1998
Le 22 juillet 1998, lors d'un camps organisé par l'abbé Jean-Yves Cottard membre de la Fraternité sacerdotale Saint-Pie X, un dériveur type caravelle de l'Association française de scouts et guides catholiques (AFSGC) chavire pendant un coup de vent, quatre scouts, ainsi qu'un plaisancier venu leur porter secours, ont péri.
Cet accident a inspiré Au nom des fils, un téléfilm français réalisé par Christian Faure et diffusé en 2015.